# Lormont
Lormont – miejscowość i gmina we Francji, w regionie Nowa Akwitania, w departamencie Żyronda.
Według danych na rok 1990 gminę zamieszkiwało 21 591 osób, a gęstość zaludnienia wynosiła 2934 osób/km² (wśród 2290 gmin Akwitanii Lormont plasuje się na 18. miejscu pod względem liczby ludności, natomiast pod względem powierzchni na miejscu 1252.).
Lormont jest przedmieściem Bordeaux, należącym do Wspólnoty Miejskiej Bordeaux (Communauté urbaine de Bordeaux).